# Société canadienne de philosophie continentale
La Société canadienne de philosophie continentale (ou en anglais Canadian Society for Continental Philosophy) est une association philosophique du Canada, 
La société a été fondée en 1984 sous le nom de Société canadienne pour l'herméneutique et la pensée postmoderne.
Les champs d'intérêt de ses membres sont l'herméneutique, l'existentialisme, la phénoménologie, la déconstruction, la théorie critique, le féminisme, le postmodernisme et le post-structuralisme.
La société publie deux fois l'an une revue intitulée Symposium.

## Liens
- Site Web officiel
- Site de la revue Symposium